# Бригадний (зупинний пункт, Південно-Західна залізниця)
Бригадний — платформа Південно-Західної залізниці (Україна), розташована на дільниці Терещенська — Семенівка між зупинним пунктом Осота і станцією Шостка. Відкрита 1964 року.